# Strombinoturris
Strombinoturris is een geslacht van weekdieren uit de klasse van de Gastropoda (slakken).

## Soort
- Strombinoturris crockeri Hertlein & Strong, 1951